# 21. pehotni polk (Avstro-Ogrska)
Za druge 21. polke glejte 21. polk.
21. pehotni polk je bil pehotni polk avstro-ogrske skupne vojske.

## Poimenovanje
- Böhmisches Infanterie Regiment »von Abensperg und Traun« Nr. 21/Bohemijski pehotni polk »Grof Abensperga in Trauna« št. 21
- Infanterie Regiment Nr. 21 (1915 - 1918)

## Zgodovina
Polk je bil ustanovljen leta 1733. 

### Prva svetovna vojna
Polkovna narodnostna sestava leta 1914 je bila sledeča: 87% Čehov in 13% drugih. Naborni okraj polka je bil v Čáslavu, pri čemer so bile polkovne enote garnizirane sledeče: Kutná Hora (štab, III. in IV. bataljon), Čáslav (II. bataljon) in Brčko (I. bataljon).
Med prvo svetovno vojno se je polk bojeval tudi na soški fronti. Med deseto soško ofenzivo se je polk umaknil iz položajev na Hudem Logu na nove položaje pri Vršiču.
V sklopu t. i. Conradovih reform leta 1918 (od junija naprej) je bilo znižano število polkovnih bataljonov na 3.

## Organizacija
1918 (po reformi)
- 2. bataljon
- 3. bataljon
- 4. bataljon

## Poveljniki polka
- 1859: Carl Schulz[9]
- 1865: Friedrich zu Sachsen-Weimar-Eisenach[10]
- 1879: Theodor Ott von Ottenkampf[11]
- 1908: Karl von Rebracha[12]
- 1914: Franz Pokorny[1]